# Brad Davis (attore)
Brad Davis, nome d'arte di Robert Creel Davis (Tallahassee, 6 novembre 1949 – Los Angeles, 8 settembre 1991), è stato un attore e attivista statunitense.

## Biografia
Robert Creel Davis nacque a Tallahassee, in Florida, il 6 novembre 1949. Conosciuto da ragazzo come Bobby, cambiò il suo nome in Brad nel 1973, perché esisteva già un Bobby Davis negli elenchi dell'associazione degli attori americani. Anche suo fratello Gene Davis e suo figlio Alex Blue Davis sono attori. Dopo il diploma, il giovane Brad si diresse a New York per tentare la carriera di attore. Agli inizi degli anni settanta recitò piccole parti in spettacoli off-Broadway, studiando contemporaneamente all'American Academy of Dramatic Arts, per pagarsi gli studi esercitò i lavori più disparati: giardiniere, barista e occasionalmente posò come modello.
Debuttò alla televisione in Sybil (1976) e nella miniserie Radici (1977), ma il suo grande successo arrivò nel 1978 con il ruolo principale in Fuga di mezzanotte, dove interpretò il ruolo di Billy Hayes, un giovane statunitense imprigionato in Turchia per possesso di hashish, film ispirato ad una storia vera. Per questo ruolo drammatico vinse un Golden Globe. Nel 1981 interpretò il ruolo di Jackson Scholz nel film Momenti di gloria, diretto da Hugh Hudson, tratto dalla storia vera degli universitari di Cambridge che si allenarono per partecipare alle Olimpiadi del 1924 di Parigi. Il film ottenne sette candidature agli Oscar e ne vinse quattro, tra cui, a sorpresa, anche quello al miglior film, oltre a vincere un Golden Globe e tre BAFTA, incluso quello al migliore film.
Dopo anni di tossicodipendenza da eroina e varie remissioni, Davis contrasse l'AIDS nel 1985, ma mantenne per alcuni anni segreta la sua malattia, continuando a recitare. Anni più tardi diventò attivista nella lotta contro l'AIDS, attirandosi così l'ostracismo che l'industria cinematografica di Hollywood riservava ai malati, atteggiamento di cui era accusato anche il governo degli Stati Uniti, ritenuto indifferente verso le sofferenze provocate dalla malattia. In fase terminale e oramai allo stremo, nel settembre 1991 attuò il suicidio assistito mediante overdose di barbiturici, con la famiglia sempre al suo fianco.

## Vita privata
Nel 1976 Davis sposò Susan Bluestein, che lavorava nel settore cinematografico, e fu lei a dare al futuro marito il nome d'arte Brad per il motivo precedentemente descritto. I due ebbero un figlio, Alex Blue Davis, musicista e attore di Grey's Anatomy (2005), Grey's Anatomy: B-Team (2018) e NCIS (2003).
Nel 1998 la vedova Susan Bluestein Davis pubblicò la biografia ufficiale After Midnight: The Life and Death of Brad Davis, in gran parte redatta da Davis in vita.

## Filmografia

### Cinema
- Eat My Dust!, regia di Charles B. Griffith (1976)
- Fuga di mezzanotte (Midnight Express), regia di Alan Parker (1978)
- A Small Circle of Friends, regia di Rob Cohen (1980)
- Momenti di gloria (Chariots of Fire), regia di Hugh Hudson (1981)
- Querelle de Brest (Querelle), regia di Rainer Werner Fassbinder (1982)
- L'ultimo round (Heart), regia di James Lemmo (1987)
- Lama d'acciaio (Cold Steel), regia di Dorothy Ann Puzo (1987)
- Rosalie va a far la spesa (Rosalie Goes Shopping), regia di Percy Adlon (1989)
- Uomini d'assalto (Hangfire), regia di Peter Maris (1991)
- I protagonisti (The Player), regia di Robert Altman (1992)

### Televisione
- Giovani ribelli (The Young Rebels) – serie TV, 1 episodio (1970)
- How to Survive a Marriage – serie TV, 1 episodio (1974)
- The American Parade – serie TV, 2 episodi (1976)
- Sybil – serie TV, 2 episodi (1976)
- The Secret Life of John Chapman, regia di David Lowell Rich – film TV (1976)
- Radici (Roots) – miniserie TV, 4 episodi (1977)
- The Greatest Man in the World, regia di Ralph Rosenblum – film TV (1980)
- Bagliori di guerra (A Rumor of War) – serie TV, 2 episodi (1980)
- BBC2 Playhouse – serie TV, 1 episodio (1981)
- Robert Kennedy ed il suo tempo – film TV (1984)
- Ai confini della realtà (The Twilight Zone) – serie TV, 1 episodio (1986)
- Vengeance: The Story of Tony Cimo, regia di Marc Daniels – film TV (1986)
- Il cugino americano, regia di Giacomo Battiato – film TV (1986)
- Morire per amore (When the Time Comes), regia di John Erman – film TV (1987)
- The Caine Mutiny Court-Martial, regia di Robert Altman – film TV (1988)
- The Rainbow Warrior Conspiracy, regia di Chris Thomson – film TV (1989)
- La voce dell'innocenza (Unspeakable Acts), regia di Linda Otto – film TV (1990)
- Il complotto per uccidere Hitler (The Plot to Kill Hitler), regia di Lawrence Schiller – film TV (1990)
- Figlio delle tenebre (Child of Darkness, Child of Light), regia di Marina Sargenti – film TV (1991)
- The Habitation of Dragons, regia di Michael Lindsay-Hogg – film TV (1992)

## Doppiatori italiani
- Claudio Capone in Fuga di mezzanotte, Il cugino americano
- Gino La Monica in Radici
- Gianni Giuliano in Querelle de Brest
- Pino Ammendola in Lama d'acciaio (Cold Steel)